# Quốc kỳ Belarus
Quốc kỳ Belarus hiện nay (tiếng Belarus: Сцяг Беларусі / Sciah Bielarusi; tiếng Nga: Флаг Беларуси / Flag Belarusi) là một lá cờ đỏ kết hợp với dải màu xanh lục cùng một họa tiết trang trí màu trắng-đỏ đặt ở góc bên trái. Thiết kế hiện tại đã được Ủy ban Tiêu chuẩn hóa Cộng hòa Belarus giới thiệu vào năm 2012 và được điều chỉnh từ một thiết kế được phê chuẩn trong một cuộc trưng cầu dân ý vào tháng 5 năm 1995. Đây là một phiên bản sửa đổi của lá cờ năm 1951 được sử dụng khi Belarus là một trong những nước cộng hòa thuộc Liên Xô. Những thay đổi được thực hiện cho lá cờ thời Xô viết là bỏ các biểu tượng của chủ nghĩa cộng sản (như búa liềm và ngôi sao đỏ) và sự đảo ngược màu sắc của hoa văn trang trí, từ trắng trên đỏ sang đỏ trên trắng. Kể từ cuộc trưng cầu dân ý năm 1995, một số lá cờ được sử dụng bởi các quan chức và cơ quan chính phủ Belarus đã được mô phỏng theo lá quốc kỳ này. Ngoài ra, Quốc kỳ Belarus được gọi một cách bán chính thức là hồng lục kỳ (tiếng Belarus: Чырвона зялёны сцяг).
Thiết kế này đã thay thế lá cờ trắng-đỏ-trắng trong lịch sử được sử dụng bởi Cộng hòa Nhân dân Belarus vào năm 1918, trước khi Belarus trở thành một nước Cộng hòa Xô viết, và được sử dụng lại một lần nữa sau khi giành lại được độc lập vào năm 1991. Các nhóm đối lập đã tiếp tục sử dụng lá cờ này, mặc dù việc xuất hiện của nó ở Belarus đã bị hạn chế bởi chính phủ, nơi tuyên bố nó có liên quan đến sự hợp tác với Đức Quốc xã trong Chiến tranh thế giới thứ hai. Cờ trắng-đỏ-trắng chủ yếu được sử dụng trong các cuộc biểu tình chống lại chính phủ bởi cộng đồng người di cư Belarus.

## Thiết kế

Bản dựng hình quốc kỳ Belarus

Thiết kế cơ bản của quốc kỳ Belarus được mô tả lần đầu tiên trong Nghị định Tổng thống số 214 ngày 14 tháng 7 năm 1995. Lá cờ này là một miếng vải hình chữ nhật gồm hai sọc ngang: một dải màu đỏ phía trên bao gồm hai phần ba chiều cao của lá cờ và dài màu xanh lá cây dưới bao phủ một phần ba. Một họa tiết truyền thống đỏ được trang trí trên nền màu trắng, chiếm một phần chín chiều dài của lá cờ, được đặt gần phần treo lên cột cờ. Tỷ lệ giữa chiều rộng và chiều dài của cờ là 1:2.
Lá cờ này không khác biệt đáng kể so với lá quốc kỳ nước Cộng hòa Xã hội chủ nghĩa Xô viết Byelorussia tồn tại trước đó, ngoài việc bỏ búa liềm và ngôi sao đỏ, và sự đảo ngược của màu đỏ và trắng trong hoa văn trang trí. Mặc dù không có giải thích chính thức cho màu của lá cờ, nhưng đã có lời giải thích được đưa ra bởi Tổng thống Aliaksandr Lukašenka. Theo đó, màu đỏ tượng trưng cho tự do và sự hy sinh của những người đi trước của quốc gia, trong khi màu xanh lá cây đại diện cho sự sống.
Ngoài nghị định năm 1995, "STB 911–2008: Quốc kỳ nước Cộng hòa Belarus" đã được Ủy ban Tiêu chuẩn hóa Cộng hòa Belarus công bố vào năm 2008, đưa ra các thông số kỹ thuật của lá quốc kỳ, như chi tiết của màu sắc và hoạ tiết trang trí. Thiết kế trang trí màu đỏ trên lá cờ quốc gia đến năm 2012 là 1⁄12 chiều rộng của lá cờ, và 1⁄9 đối với lề trắng. Kể từ năm 2012, phần hoạ tiết màu đỏ đã thay thế toàn bộ lề trắng (vẫn ở 1⁄9).

### Màu sắc
Màu sắc của quốc kỳ được quy định trong "STB 911–2008: Quốc kỳ Cộng hòa Belarus" và được liệt kê trong tiêu chuẩn chiếu sáng CIE D65.
| Màu sắc | Phối màu      | Phối màu      | Y10        |
| Màu sắc | x10           | y10           | Y10        |
| ------- | ------------- | ------------- | ---------- |
| Đỏ      | 0.553 ± 0.010 | 0.318 ± 0.010 | 14.8 ± 1.0 |
| Lục     | 0.297 ± 0.010 | 0.481 ± 0.010 | 29.6 ± 1.0 |

### Họa tiết trang trí

Họa tiết trang trí từ năm 1995 – 2012

Họa tiết trang trí hiện nay

Họa tiết trang trí trên được thiết kế vào năm 1917 bởi Matrona Markevich, xuất hiện trên Pa Lăng của lá cờ (như trước đây, trên lá cờ năm 1951). Hoạ tiết có nguồn gốc từ cây cỏ và những bông hoa bản địa, là một yếu tố truyền thống thường được sử dụng ở Belarus. Những họa tiết này đôi khi được sử dụng trên các bộ quần áo dệt, quan trọng nhất là ruchnik, một loại vải dệt được sử dụng cho các sự kiện nghi lễ như lễ tôn giáo, đám tang và các buổi lễ xã hội trần tục khác, như một người chủ nhà mời khách bánh mì và muối và được phục vụ trên rushnyk.
Chồng của bà Matrona Markevich đã bị bắt vì tuyên truyền chống Liên Xô và bị xử tử trong một cuộc đàn áp tại Belarus năm 1937, sau đó gia đình bà bị hành quyết. Ruchnik ban đầu đã không còn tồn tại và đã bị Bộ Dân ủy Nội vụ Liên Xô (NKVD) tịch thu vào năm 1937 hoặc bị tiêu hủy trong Thế chiến thứ hai. Anh trai của Matrona Markevich, Mikhail Katsar, Trưởng Khoa Dân tộc học và Văn hóa dân gian tại Học viện Khoa học Belarus, đã được đưa vào ủy ban và được lệnh tạo ra một lá cờ mới cho  nước Belarus Xô viết năm 1951.
Một đài tưởng niệm Matrona Markevich đã được dựng lên ở Sianno vào năm 2015.

## Lễ nghi

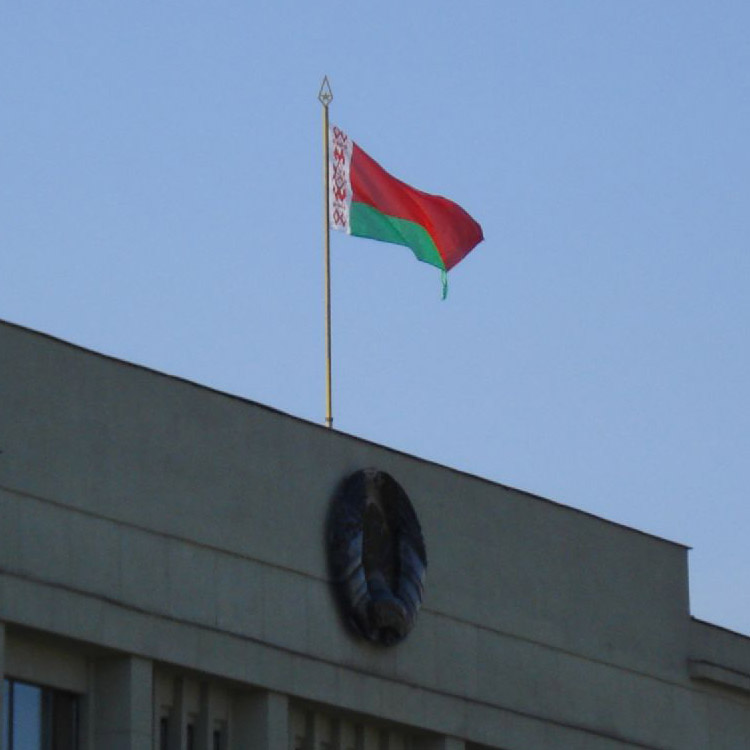
Quốc kỳ Belarus bay trên tòa nhà chính phủ ở Minsk

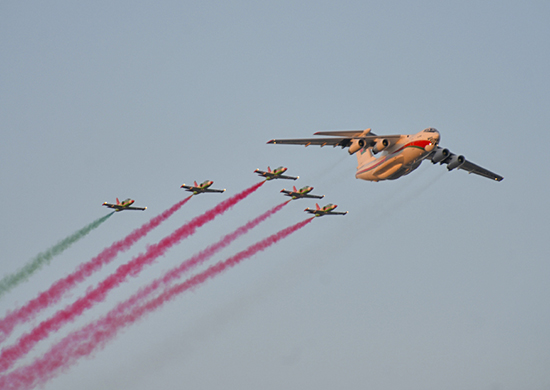
Máy bay nhả khói tạo thành lá quốc kì Belarus trên bầu trời trong cuộc diễu hành Ngày Quốc khánh kỷ niệm 75 năm Giải phóng Belarus

Luật pháp Belarus yêu cầu quốc kỳ được treo hàng ngày ở các địa điểm sau:
- Quốc hội Belarus
- Hội đồng Bộ trưởng Belarus
- các tòa án và văn phòng của các cơ quan hành pháp và hành chính địa phương
- bên trên các tòa nhà trong đó phiên họp của Hội đồng đại biểu địa phương diễn ra
- căn cứ quân sự hoặc tàu quân sự thuộc sở hữu của chính phủ
- các tòa nhà được sử dụng bởi các nhà ngoại giao Belarus

Quốc kỳ Belarus cũng chính thức được treo ở các địa điểm khác vào những dịp đặc biệt:
- phiên họp của cơ quan hành pháp và hành chính địa phương
- địa điểm bỏ phiếu
- đấu trường thể thao trong các cuộc thi (lưu ý rằng Ủy ban Olympic Quốc tế có các quy tắc riêng về việc treo cờ)[11]

Các nhà ngoại giao Belarus và các quan chức chính phủ khác nhau (như Tổng thống và Thủ tướng) phải trưng cờ trên các phương tiện. Luật cũng cho phép cờ được sử dụng cho những dịp đặc biệt, như dịch vụ tưởng niệm và ngày lễ gia đình, và nó có thể được sử dụng bởi nhiều nhóm người khác nhau, chẳng hạn như các tổ chức công cộng, công ty và tổ chức phi chính phủ. Các quy định đã được ban hành trong cùng một nghị định xác định quốc kỳ Belarus. Ngày 15 tháng 5 hàng năm được tuyên bố là Ngày Quốc gia Belarus về Quốc kỳ và Quốc huy Belarus (tiếng Belarus: Дзень дзяржаўнага гербу і дзяржаўнага сцягу Рэспублікі Беларусь, tiếng Nga: День Государственного герба и Государственного флага Республики Беларусь). Bản thân lá quốc kỳ đã được đưa vào huy hiệu của các đơn vị bảo vệ trong Lực lượng vũ trang Belarus. Ngoài ra, phần cột cờ phải dài gấp ba lần so với chiều rộng của lá cờ.
Theo sắc lệnh tổng thống năm 1995, quốc kỳ sẽ treo trên cột có màu vàng (màu đất son). Còn phần đỉnh cờ (trang trí kim loại trên cột cờ) có hình kim cương và được tô màu bằng kim loại màu vàng. Trong viên kim cương này có một ngôi sao năm cánh (tương tự như được sử dụng trong mẫu quốc huy). Mẫu kim cương trên tượng trương cho sự tiếp nối truyền thống của lá cờ Liên Xô.

## Lịch sử

### Quốc kỳ Xô viết năm 1951

Quốc kỳ Cộng hòa Xã hội chủ nghĩa Xô viết Byelorussia, 1951 – 1991

Lá quốc kỳ nước Cộng hòa Xã hội chủ nghĩa Xô viết Byelorussia đã được thông qua bởi một nghị định vào ngày 25 tháng 12 năm 1951. Lá cờ được sửa đổi một chút vào năm 1956 khi các chi tiết được thêm vào cho ngôi sao đỏ, và búa liềm vàng. Các thông số kỹ thuật cuối cùng của lá cờ được nêu trong Điều 120 của Hiến pháp Cộng hòa Xã hội chủ nghĩa Xô viết Byelorussia và hiện rất giống với quốc kỳ Belarus hiện tại. Lá quốc kỳ có tỷ lệ dài rộng là 1:2, giống với quốc kỳ của Liên bang Xô viết (và mười bốn nước cộng hòa khác). Màu đỏ (tượng trưng cho Cách mạng) là màu sắc chính của lá cờ, phần còn lại là màu xanh lá cây (tượng trưng cho các khu rừng Belarus). Một họa tiết màu trắng vẽ trên nền màu đỏ trang trí phần Pa Lăng của cờ; thiết kế này thường được sử dụng trên trang phục truyền thống của phụ nữ Belarus. Ở góc trên của lá cờ, ở dải màu đỏ, hình búa liềm vàng được thêm vào, với một ngôi sao màu đỏ viền vàng ở phía trên. Cây búa đại diện cho giai cấp công nhân, trong khi liềm tượng trưng cho nông dân; theo hệ tư tưởng Liên Xô, hai biểu tượng này được đặt chồng lên nhau tượng trưng cho sự thống nhất của hai giai cấp lao động. Ngôi sao đỏ, một biểu tượng thường được sử dụng bởi các đảng cộng sản, được cho là tượng trưng cho năm nhóm xã hội (công nhân, thanh niên, nông dân, quân đội và học giả cùng đoàn kết), năm lục địa được biết đến, hoặc năm ngón tay của bàn tay của công nhân. Búa liềm và ngôi sao đôi khi không được hiển thị trên mặt sau của lá cờ. Mục đích của thiết kế này là nước Byelorussia Xô viết, cùng với Liên Xô và Ukraina, được kết nạp vào Liên hợp quốc vào năm 1945 với tư cách là thành viên sáng lập và cần những lá cờ riêng biệt cho nhau. Người thiết kế lá quốc kỳ này là Milkahil Gusyev.

### Những lá cờ trước của thời kì Xô viết
Trước năm 1951, một số lá cờ khác đã được sử dụng kể từ cuộc Cách mạng tháng Mười Nga. Lá quốc kỳ đầu tiên có màu đỏ trơn, và được sử dụng vào năm 1919 bởi Cộng hòa Xã hội chủ nghĩa Xô viết Litva–Byelorussia. Sau khi hình thành nước CHXHCH Xô viết Byelorussia, dòng chữ viết tắt màu vàng ССРБ (SSRB) đã được thêm ở phía trên lá cớ. Thiết kế này được công nhận với việc thông qua bản Hiến pháp đầu tiên của Byelorussia. Sau đó, nó đã được sửa đổi trong Hiến pháp năm 1927, trong đó các chữ cái được thay đổi thành БССР (BSSR) nhưng vẫn giữ nguyên thiết kế chung. Thiết kế này lại được thay đổi vào năm 1937, khi hình tượng búa liềm và ngôi sao đỏ được đặt phía trên dòng chữ vàng. Tỉ lệ chính thức lá cờ là 1:2. Lá quốc kỳ này vẫn được sử dụng cho đến khi áp dụng lá cờ năm 1951, với việc bỏ các dòng chữ.

Lá quốc kỳ năm 1919
Lá quốc kỳ năm 1919–1927
Lá quốc kỳ năm 1927–1937
Lá quốc kỳ năm 1937–1951

### Trưng cầu dân ý năm 1995

Quốc kỳ được chấp nhận trong cuộc trưng cầu dân ý năm 1995, được sửa đổi một ít vào năm 2012.

Cuộc trưng cầu dân ý được tổ chức để thông qua các biểu tượng quốc gia diễn ra vào ngày 14 tháng 5 năm 1995. Với tỷ lệ cử tri đi bầu là 64,7%, lá quốc kỳ mới đã được đa số chấp thuận theo tỷ lệ từ 3/1 (75,1%/24,9%). Ba câu hỏi khác cũng đã được các cử tri thông qua. Tuy nhiên, cuộc trưng cầu dân ý cũng như tính hợp pháp của việc đặt câu hỏi về các biểu tượng quốc gia đã bị phe đối lập chỉ trích nặng nề. Các đảng đối lập tuyên bố rằng chỉ 48,7% toàn bộ dân số bỏ phiếu (75,1% trong số 64,7% được thấy tại các điểm bỏ phiếu) ủng hộ việc áp dụng cờ mới, nhưng luật pháp Belarus (như ở nhiều quốc gia khác) chỉ nói rằng đa số cử tri là cần thiết để quyết định về một vấn đề trưng cầu dân ý. Sau khi kết quả có lợi cho Tổng thống Lukašenka, ông tuyên bố rằng sự trở lại của lá cờ kiểu Xô viết sẽ mang lại cảm giác trẻ trung và những ký ức vui vẻ cho quốc gia.
Lukašenka đã cố gắng tổ chức một cuộc trưng cầu dân ý tương tự trước đó, vào năm 1993, nhưng không nhận được sự ủng hộ của quốc hội. Hai tháng trước cuộc trưng cầu dân ý tháng 5 năm 1995, Lukashenko đã đề xuất một thiết kế cờ bao gồm hai thanh nhỏ màu xanh lá cây và một thanh màu đỏ rộng. Mặc dù không biết điều gì làm nên trở thành gợi ý này, các thiết kế mới (được gọi là "dự án" ở Belarus) đã được đề xuất vài ngày sau đó, sau đó được đưa ra để bỏ phiếu trong cuộc trưng cầu dân ý năm 1995.

## Lá cờ liên quan khác

Hiệu kỳ Tổng thống

Lá cờ biến thể với 2 đường kẻ đỏ ở hai cạnh hoạ tiết trang trí

Kể từ khi Chính phủ phê chuẩn lá quốc kỳ năm 1995, một số lá cờ khác được thông qua bởi các cơ quan chính phủ hoặc cơ quan chính phủ đã được mô phỏng theo nó.
Cờ hiệu tổng thống được sử dụng từ năm 1997, được thông qua bởi một sắc lệnh có tên "Về việc Hiệu kỳ Tổng thống Cộng hòa Belarus". Thiết kế lá cờ là một bản sao chính xác của quốc kỳ, với việc bổ sung mẫu quốc huy bằng vàng và đỏ. Hiệu kỳ có tỷ lệ 5:6 khác với tỉ lệ quốc kỳ, làm cho lá cờ gần như vuông. Nó được sử dụng tại các tòa nhà và trên các phương tiện để biểu thị sự hiện diện của tổng thống.
Năm 2001, Tổng thống Lukašenka đã ban hành sắc lệnh cấp lá cờ cho Lực lượng vũ trang Belarus. Lá cờ đó có tỷ lệ 1:1,7, có hoa tiết trang trí quốc gia dọc theo chiều dài của mặt nâng của cờ. Trên mặt trước của hiệu kỳ là mẫu quốc huy Belarus, với dòng chữ УЗБРОЕНЫЯ СІЛЫ (Lực lượng vũ trang) được viết thành hình vòng cung, và bên dưới là РЭСПУБЛІКІ БЕЛАРУСЬ (Cộng hoà Belarus); tất cả đều được viết bằng màu vàng. Còn mặt sau lá cờ, phần trung tâm vẽ biểu tượng của lực lượng vũ trang, đó là một ngôi sao đỏ được bao quanh bởi một vòng hoa bằng gỗ sồi và nguyệt quế. Trên biểu tượng là cụm từ ЗА НАШУ РАДЗІМУ (vì Tổ quốc), trong khi bên dưới là tên đầy đủ của đơn vị quân đội.